# ...sì ci sono anch'io
...sì ci sono anch'io è l'album d'esordio sulla scena musicale di Stephen Schlaks. Orchestra diretta e arrangiamenti sono realizzati da Vince Tempera. La musica è esclusivamente strumentale.

## Tracce
1. Blue Dolphin – 3:01
2. The Kiss – 4:10
3. Magic Dream – 3:35
4. The Chase – 4:14
5. Seymour – 3:37
6. Beautiful Shadow – 4:37
7. Kitty – 3:36
8. Obtuse – 3:25
9. Antonia – 2:59
10. Freddy's Song – 3:28